# The Moonshiners
The Moonshiners er en amerikansk stumfilm fra 1916 af Fatty Arbuckle.

## Medvirkende
- Joe Bordeaux
- J. Herbert Frank
- Horace Haine
- Alice Lake
- Al St. John